# Michael Nunn
Michael Nunn, detto 2nd to Nunn, cioè "secondo a nessuno" (Davenport, 14 aprile 1964), è un ex pugile statunitense, Campione del mondo IBF dei pesi medi dal 1988 al 1991 e WBA dei supermedi dal 1992 al 1994.

## Biografia

### Carriera dilettantistica
Nunn ha vinto per tre anni consecutivi il Golden Gloves dello Stato dello Iowa, nello specificoː nel 1982 tra i pesi welter, nel 1983 tra i pesi medi junior e nel 1984 tra i pesi medi. Non ha partecipato alle Olimpiadi di Los Angeles 1984 per aver perso l'incontro decisivo di eliminazione diretta nei medi contro il futuro campione del mondo dei mediomassimi Virgil Hill, poi vincitore della medaglia d'argento ai giochi.
Ha concluso la sua carriera dilettantistica con un record di 168 vittorie e 8 sconfitte.

### Carriera da professionista
Professionista dal 1984. Il 28 luglio 1988 al Caesar's Palace di Las Vegas si laureò campione del mondo International Boxing Federation dei pesi medi  (IBF) mettendo KO al nono round Frank Tate, già campione olimpico a Los Angeles 1984, nei pesi medi junior. Entrambi i pugili erano ancora imbattuti.
Difese poi la cintura battendo l'argentino Juan Roldán e il 25 marzo 1989, sempre a Las Vegas, sconfiggendo l'italo-congolese Sumbu Kalambay con un KO fulmineo, dopo soli 88 secondi dal suono della campana. Tale impresa gli valse il riconoscimento di "Knockout of the Year" da parte della rivista Ring Magazine. 
Successivamente Nunn incontrò Iran Barkley e lo batté ai punti in dodici riprese con verdetto non unanime (un giudice aveva decretato un ininfluente pari). Seguirono le vittoriose difese con Marlon Starling e con l'ex campione del mondo dei welter e dei superwelter Donald Curry, che mise KO alla decima ripresa, il 18 ottobre 1990 a Parigi.
Nel 1991 dovette cedere la cintura per KOT all'11º round nei guantoni di James Toney che per tale risultato fu considerato il miglior pugile dell'anno dalla medesima rivista "The Ring".
L'anno successivo Nunn divenne campione del mondo WBA dei supermedi sconfiggendo Víctor Córdoba. Con tale vittoria ottenne anche lo "status" di campione lineare. Restò in carica per un anno e mezzo; perse il titolo, infatti, nel 1994 contro Steve Little.
Nel 1998 ebbe la sua ultima chance mondiale nei mediomassimi WBC, ma venne battuto ai punti con verdetto non unanime da Graciano Rocchigiani, risultato che determinò, di fatto, la fine della sua carriera.
La rivista The Ring ha inserito Michael Nunn al 5º posto in una propria classifica dei migliori supermedi della storia del pugilato.

### Dopo il ritiro
Nel gennaio 2004, Nunn è stato condannato a una lunga pena detentiva dopo aver acquistato due libbre di cocaina da un agente sotto copertura ed essersi dichiarato colpevole di un'accusa di cospirazione per spaccio di stupefacenti. Nel novembre 2007 la WBC, nel corso della sua 45ma convenzione annuale ha annunciato la presentazione di un piano di recupero del due volte campione del mondo "che è incarcerato e ha un disperato bisogno di aiuto".